# TQM - holding

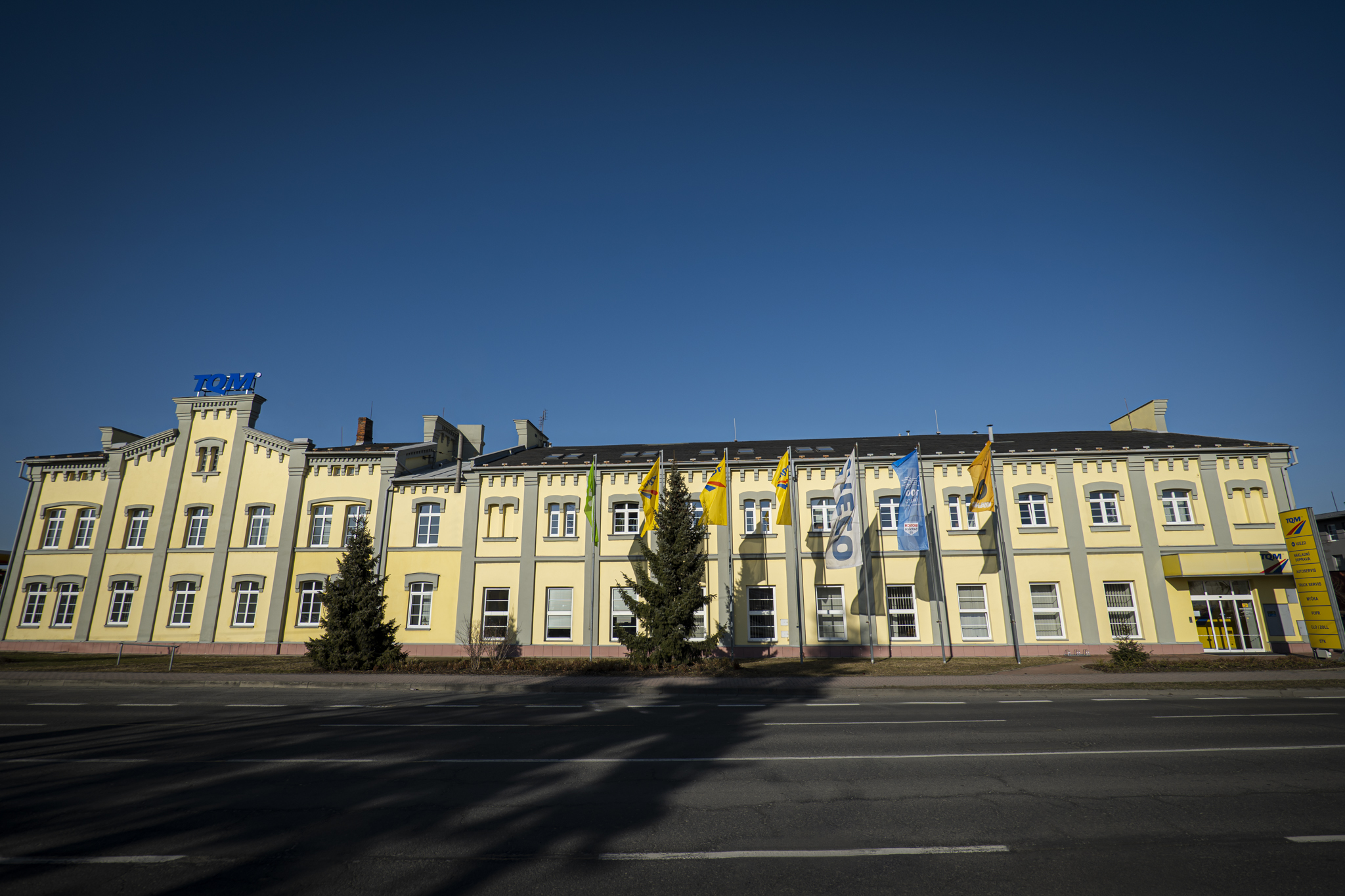
Sídlo společnosti, Opava

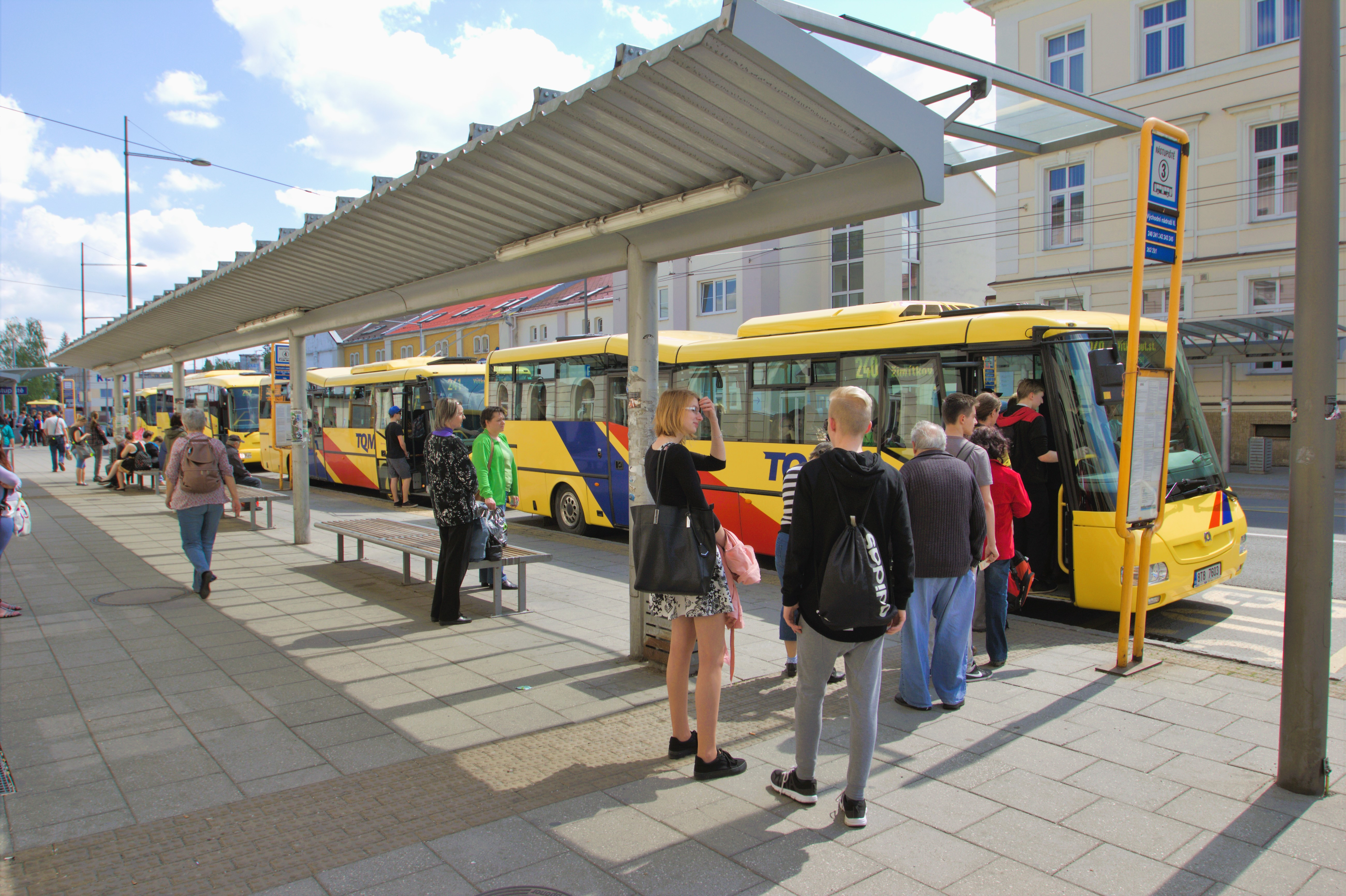
Autobusy v korporátním nátěru TQM u východního nádraží v Opavě

TQM - holding s.r.o. je česká dopravní společnost, poskytující služby v nákladní a osobní autobusové dopravě, logistice a servisní činnosti.

## Historie
Společnost TQM - holding s.r.o. vznikla jako n.p. ČSAD Ostrava, dopravní závod Opava, v roce 1949. Šlo o podnik státní automobilové dopravy provozující jak nákladní vozidla, tak i autobusy. Dopravní provozovny Opava a Vítkov tvořily od 60. let 20. století závod 708 krajského podniku Československá státní automobilová doprava, národní podnik, Ostrava. Tento stav trval až do roku 1992, kdy byl Fondem národního majetku ČR založen podnik ČSAD Opava a.s. V roce 1999 došlo ke změně obchodního názvu společnosti na TQM a.s.
V roce 2004 převzal jmění hlavní akcionář TQM s.r.o., společnost TQM a.s. fúzovala se společností TQM s.r.o. a současně se změnil i obchodní název společnosti na TQM - holding s.r.o. Tento název společnost užívá doposud.
Společnost až do roku 1989 provozovala nákladní a autobusovou dopravu, od roku 1989 otevřela trh i obchodním partnerům v servisní činnosti. V roce 1995 začala rozvíjet rovněž logistiku.

## Linková autobusová doprava
Od začátku roku 2021 zajišťuje dopravce TQM - holding s.r.o. pravidelnou příměstskou autobusovou dopravu pro oblast Valašské Meziříčí, a to v počtu 20 pravidelných linek, které jsou součástí Integrované dopravy Zlínského kraje. Autobusovou flotilu tvoří vozidla značky Iveco a SOR. Celkový počet přepravených cestujících na autobusových linkách dopravce TQM byl v roce 2022 cca 2,39 mil. cestujících, což je o 570 tisíc více než v předchozím roce. Nejvytíženějšími autobusovými linkami byly linky č. 120, 979, 620 a 662. Dopravce provozuje ve zmíněné oblasti 2 přepravní a informační kanceláře, a to ve Valašském Meziříčí a v Rožnově pod Radhoštěm. Prostory autobusů využívá pouze na informování cestujících o plánovaných výlukách, dopravních omezeních atd., nikoliv ke komerční reklamě.

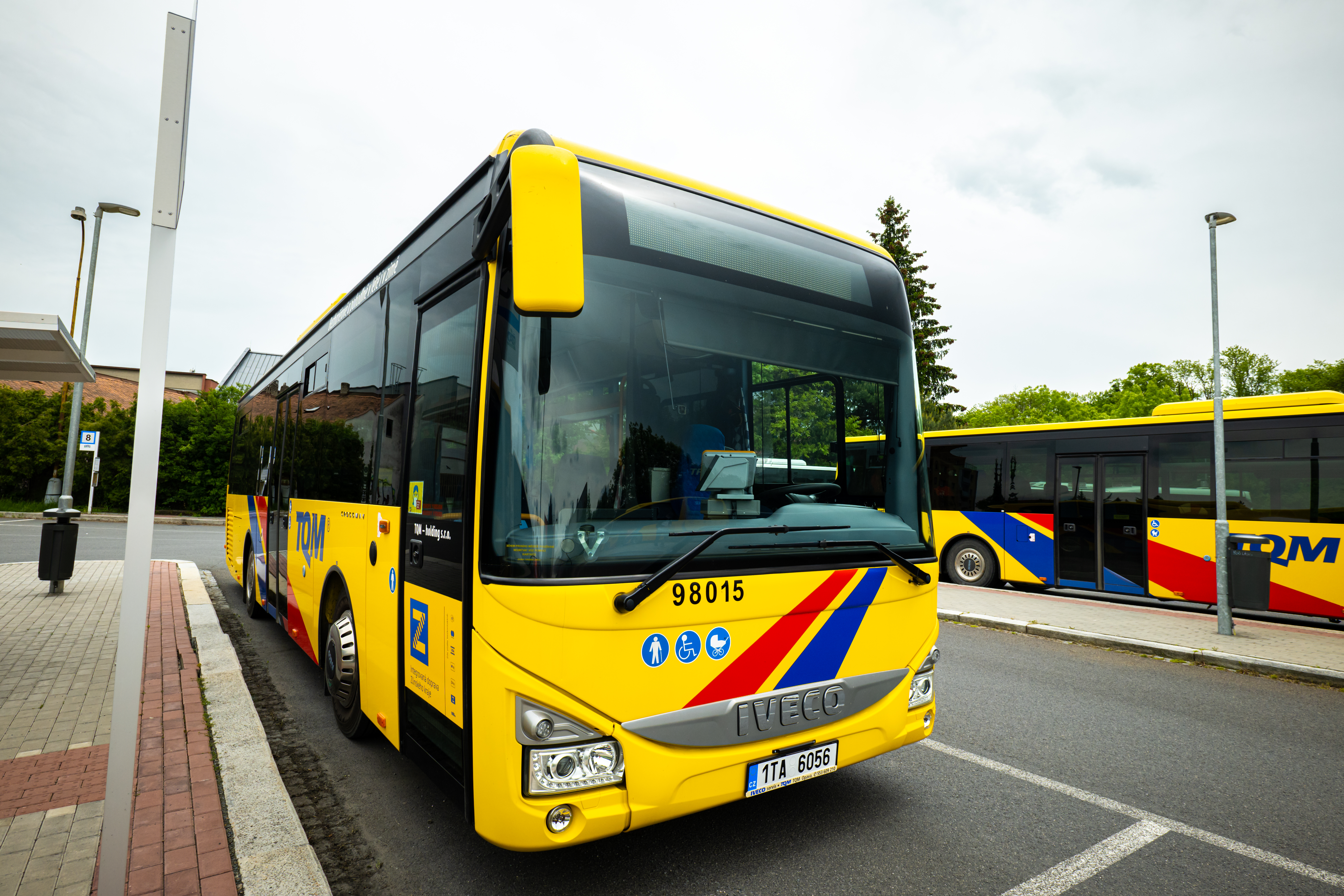
Autobusové nádraží ve Valašském Meziříčí, autobusy TQM

Od 12. června 2022 provozuje TQM MHD pro město Valašské Meziříčí a obce Krhová a Poličná. MHD má 7 autobusových linek. Vozový park je tvořen novými autobusy na CNG. Autobusy jsou klimatizované, nízkopodlažní, bezbariérové a všechny jsou vybaveny elektronickými informačními panely. Dopravní obslužnost zajišťují autobusy Iveco Urbanway 12M a BMC Neocity 9, které jezdí zejména na okružní lince č. 10.

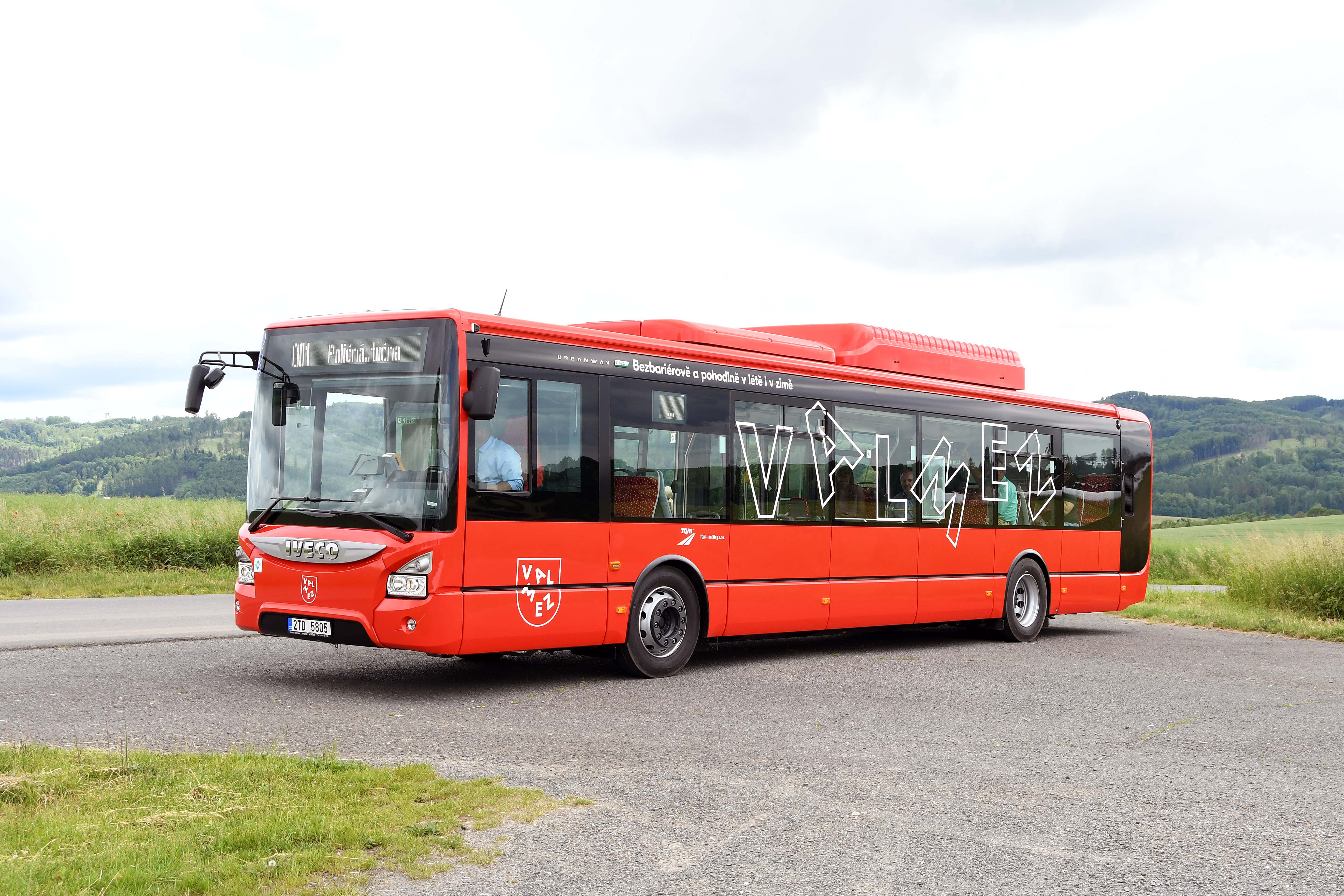
Vozový park MHD Valašské Meziříčí, autobus TQM

Vizuální podoba interiéru a exteriéru všech autobusů vychází z design manuálu města Valašské Meziříčí.
70 let, až do roku 2019, provozovalo TQM - holding s.r.o. pravidelnou linkovou autobusovou dopravu na území Moravskoslezského kraje - Opavsko, Vítkovsko, Hlučínsko, z části i Ostravsko, Krnovsko a Bruntálsko. Jejím nástupcem se stala společnost ČSAD Vsetín, která zvítězila ve veřejném tendru.
Kromě pravidelné osobní autobusové dopravy zajišťuje TQM i zvláštní linkovou osobní dopravu na trase Opava-Vávrovice, Opavia-Krnov.

## Nákladní doprava
Společnost poskytuje služby ve vnitrostátní a mezinárodní kamionové dopravě a spedici. 98 % všech dopravních služeb je zajištěno vozidly emisní třídy EURO 6. 

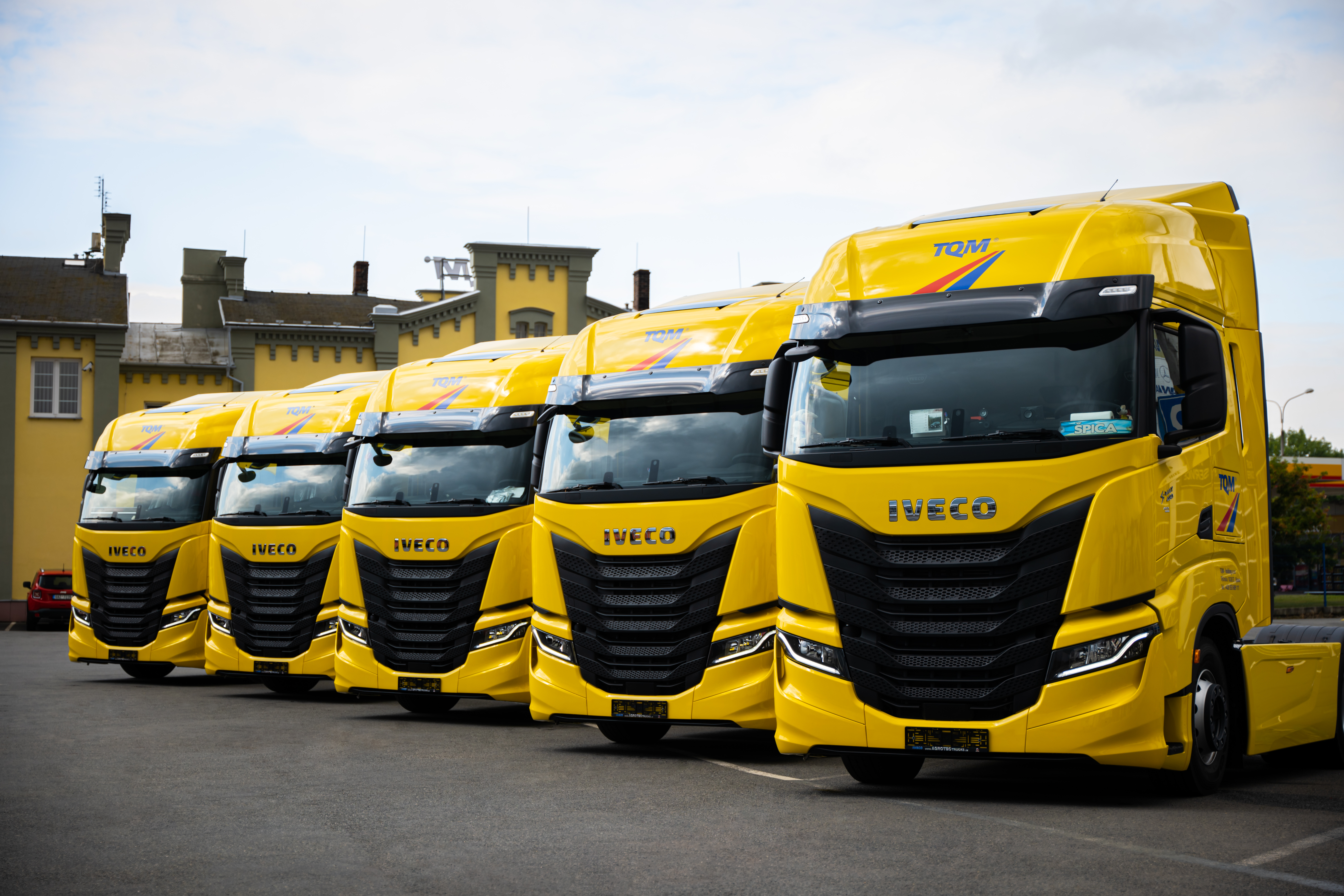
Vozový park TQM pro nákladní dopravu, tahače Iveco S-Way

Vozový park je tvořen vozidly značky Iveco a Scania. Jde o kombinaci od 8paletových sólo vozidel až po 76paletové soupravy, tzv. double deckery. Doprava po silnici probíhá buď v plachtových soupravách, nebo ve skříňových vozidlech s řízeným teplotním režimem. Společnost pravidelně modernizuje svůj vozový park.
V okolí Opavy, Jeseníku, Bílovce, Bruntálu a Hlučína zajišťuje dopravce i přepravu kusových a balíkových zásilek, standardní i nadrozměrné velikosti, jednotlivcům i firmám, a to v rámci systému české přepravní společnosti FOFR. V areálu na ul. Těšínská v Opavě má firma i pro FOFR vlastní sklad a překladiště. 

## Skladování a logistika

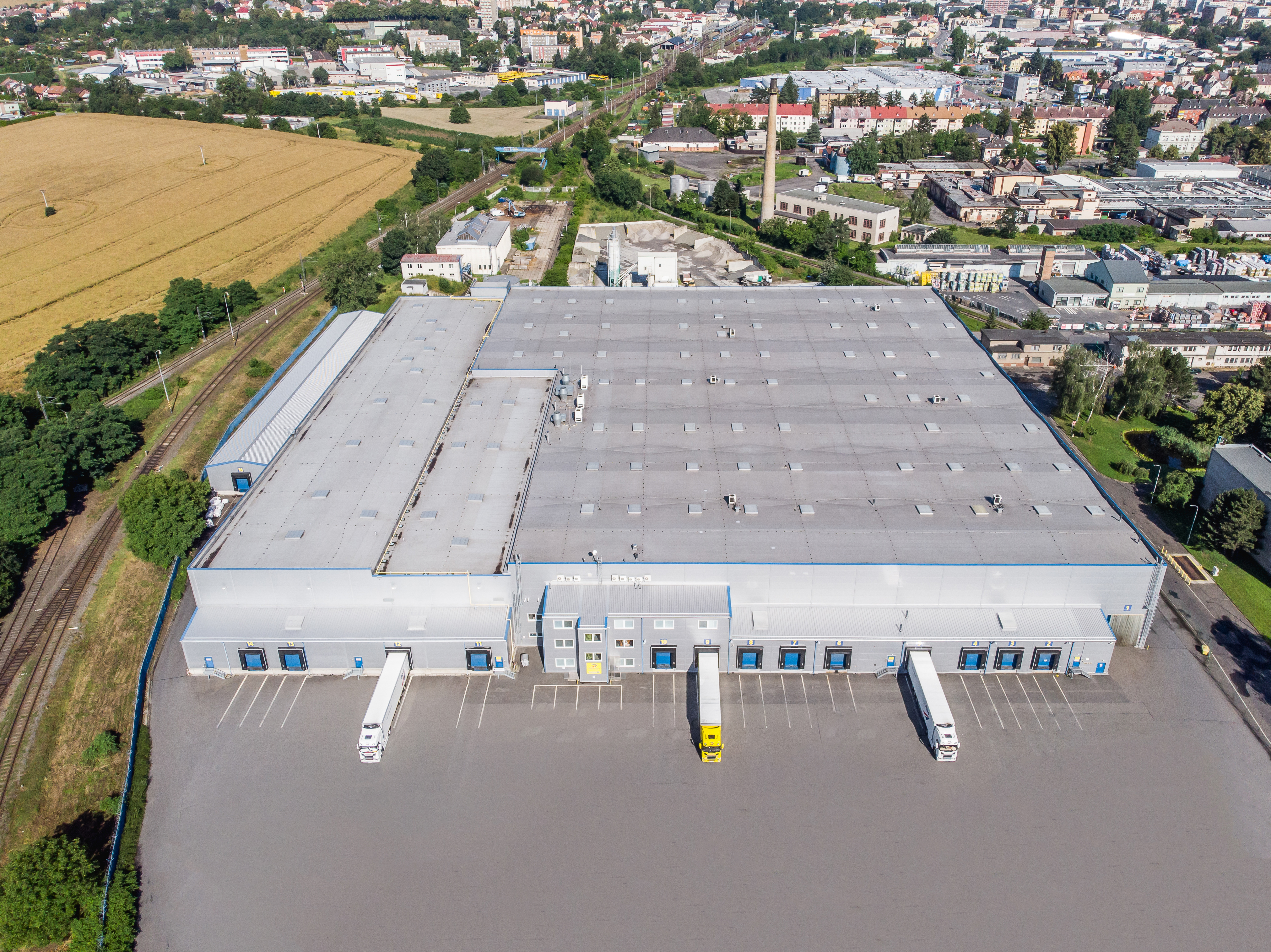
Logistické centrum TQM, Opava

Logistice a skladování se společnost věnuje od roku 1995, kdy v Opavě zřídila veřejný celní sklad. V průběhu let došlo k rozvoji a investování do vlastních skladovacích prostor. V této chvíli[kdy?] provozuje TQM své Logistické centrum TQM, které disponuje skladovou plochou o rozloze 19 000 m² ve standardu A. Prostory a vybavení logistického centra umožňují skladování různého sortimentu zboží včetně zboží se speciálními logistickými postupy, jako je skladování léčiv či potravin. Převážná část skladu je v regálovém uspořádání, menší plocha umožňuje volné skladování s větší variabilitou. Klimatizované haly jsou opatřené protipožárním zabezpečením a mají možnost řízeného teplotního režimu. Pro řízení skladových operací firma využívá systém řízeného skladu WMS.
Firma se specializuje na oblast zásobovací a distribuční logistiky pro B2B segment. Má zkušenosti, potřebné vybavení skladovacích prostor a certifikaci i pro skladování obalového materiálu a dílčích produktů pro farmaceutický průmysl a zdravotnictví.
Kromě samotné logistiky nabízí i zajištění dovozních a vývozních celních služeb.

## Servisní služby
Firma poskytuje služby servisu pro nákladní vozidla a autobusy, autoservisu pro osobní vozidla a dodávky a také v oboru servisních služeb zajišťuje zámečnické práce. Komplexnost služeb doplňuje i myčka vhodná pro mytí téměř všech druhů motorových vozidel.